# Нагпур
Нагпур (на маратхийски: नागपूर) е град в щата Махаращра, Индия. Нагпур е с население от 2 405 665 жители (2011 г.) и площ от 218 км². Намира се в централната част на страната на 310 метра надморска височина. Името му идва от река.